# از برامس خوشت میاد؟
از برامس خوشت میاد؟ (به کره‌ای: 브람스를 좋아하세요?) یک مجموعهٔ تلویزیونی کره جنوبی محصول سال ۲۰۲۰ با بازی پارک اون-بین، کیم مین-جه، کیم سونگ-چول، پارک جی-هیون، لی یو-جین و به دا بین است. این مجموعه یک درام عاشقانه دربارهٔ دانشجویان موسیقی کلاسیک در یک مؤسسه معتبر است. این مجموعه از ۳۱ اوت تا ۲۰ اکتبر ۲۰۲۰، روزهای دوشنبه و سه‌شنبه ساعت ۲۲:۰۰ (کی‌اس‌تی) از اس‌بی‌اس برای ۱۶ قسمت پخش شد.

## بازیگران

### اصلی
- کیم مین-جه[۷] در نقش پارک جون یونگ
- پارک اون-بین[۸] در نقش چه سونگ آه
- کیم سونگ-چول در نقش هان هیون هو
- پارک جی-هیون در نقش لی جونگ کیونگ
- لی یو-جین در نقش یون دونگ یون
- به دا بین در نقش کانگ مین سونگ